# Ираклий II (царь Грузии)
Ира́клий II (груз. ერეკლე II, Эрэкле меорэ; 7 [18] ноября 1720, Телави — 11 [22] января 1798, Телави) — царь Кахети (1744—1762), а затем объединённого восточно-грузинского царства Картли-Кахети (1762—1798). Из кахетинской ветви династии Багратионов.
Целью Ираклия было объединение всех грузинских феодальных княжеств в единое государство, освобождение от ирано-турецкого владычества и усиление позиций Грузии в Закавказье. В 1783 году заключил Георгиевский трактат с Российской империей. Учредил регулярную грузинскую армию, занимался заселением пустующих районов Грузии, ограничил права феодалов нормами закона. Основал школы и семинарии в Тифлисе и Телави. Способствовал грузино-армянскому сближению. В 1790 году был инициатором заключения «Трактата царей и князей иверийских», который был подписан Ираклием II и правительством Западной Грузии: Соломоном II, Григорием Дадиани и Симоном Гуриели. Во время Крцанисской битвы, проигранной 5-тысячным грузинским войском 35 тысячам кызылбашей и иранцев, внуки насильно увели 75-летнего Ираклия с поля боя. После нашествия Ага-Магомет-хана крайне переживавший разорение своей страны Ираклий удалился в Телави, где и скончался 11 января 1798 года. Похоронен в кафедральном патриаршем храме Светицховели.
Царский титул Ираклия II из Георгиевского трактата: «Царь Кахетинский и царь Карталинский, наследный князь Самцхесаатабагский, князь Казахский, князь Борчальский, князь Шамшадильский, князь Кахский, князь Шакский и князь Ширванский, владетель и покровитель Гянджинский Эриванский и прочих».

## Биография

### Грузия в период Надир-Шаха. Поход Ираклия в Индию
Всего Ираклий II провел 500 сражений, из которых выиграл 497.
Возобновившаяся война с турками сначала была неудачна, но затем Надир собрал новое войско (1733) и продолжал войну с турками на Кавказе. По миру 1735 года Персия приобрела Армению. В 1733 году, с дозволения Турции, царём Грузии был Теймураз II, отец Ираклия. По приказу Надир-Шаха, в Грузию был назначен «управленец» — некий Сефи-хан, который тут же создал новый налог и новую повинность — 3300 золотых и 500 солдат с семьями и в полном обмундировании для стоянки в Тифлисе. За этими действиями последовало восстание грузинских князей — Ксанского эристава Шанше, Гиви Амилахвари, Вахуштия Абашидзе и Тархана Луарсаби. В связи с этим восстанием, кызылбашский гарнизон был выведен из Тифлиса и направлен в Ксанское эриставство, однако все нападения были отбиты. После четырёх поражений Сефи-хан вызвал восставших к себе, обещая неприкосновенность. К Сефи-хану явились — царь кахетинский Теймураз, его управляющий делами Гиви Чолокашвили, арагвский эристав Бардзим, Гиви Амилахори, Тархан Луарсаби, Тамаз Андроникашвили и Кайхосро Черкезишвили. Всех явившихся хан заковал в цепи и отправил в Иран. На свободе остался лишь Ксанский эристав Шанше. На Ксанское эриставство снова было отправлено персидское войско, но в битве при Икорте Шанше одержал победу. Наконец, в 1737 году Сефи-хан получил новую военную силу и немедленно отправил её на Ксанское эриставство. Проигравший битву Шанше удалился вначале в Имеретию, а затем в Россию, где пытался получить хоть какую-то военную помощь и уговорить находившегося в изгнании царя Вахтанга занять Кахетинский престол. Обе миссии провалились, так как русские дипломаты не стали слушать Шанше, а царь Вахтанг умер в Астрахани.
Надир тепло принял пленников, так как надеялся заручиться поддержкой Грузин в планируемой им Кандагарской кампании. После занятия города Кандагара персидско-грузинским войском в 1737 году, Надир одарил и отправил в Грузию большую часть грузинских пленников, но оставил у себя царя Теймураза. Условием освобождения была отправка в Персию детей Теймураза — Ираклия и его сестры — Кетеван. Свадьба Кетеван и Али-Кули-хана была сыграна сразу по приезде невесты и Ираклия. В тот же день Надир-хан потребовал от Ираклия принятия мусульманства, на что получил ответ:

Возможно убийство моё, но невозможно растлить и изменить дух мой. Поэтому не пытайся омусульманить меня.
Оригинальный текст (груз.)ჩემი მოკვლა შესაძლებელ არს, მაგრამ ჩემი სულის შეცვლა და შერყვნა არას ძალით არ მოხერხდება; ამიტომ ტყუილად ნუ შეეცდები ჩემ გამაჰმადიანებასაო
— из книги проф. Левана Саникидзе, Мать История, стр. 319
В 1738 году после завершения индийской кампании Надир-шах отпустил кахетинского царевича Ираклия, старшего сына Теймураза, к отцу в Кахетию. Теймураз женил своего сына Ираклия на Кетеван Орбелиани (ум. 1750).

## Органы власти

### Царь и его чиновники
Во главе Картлийско-Кахетинского государства стоял царь, который сам, являясь владетелем крупнейших поместий, естественно проводил внешнюю и внутреннюю политику, служившую в первую очередь интересам господствующего класса. Обладая неограниченной властью, царь, однако важнейшие вопросы разрешал совместно с государственным советом — Дарбази, членами которого являлись: представители высшего духовенства во главе с католикосом, царские сыновья, крупные феодалы и высшие чиновники. Советов было два — большой и малый. В зависимости от характера и важности вопроса, царь, по своему усмотрению, обсуждал его в большом или малом совете.
Приказы царя и решения государственного совета проводили в жизнь чиновники, которые до 1770-х годов делились на две основные группы: были «придворные» чиновники, то есть представители центральной власти, и чиновники, осуществлявшие власть на местах.
К числу «придворных» чиновников относились: сахлтухуцес, ведавший царской казной, чиновники царского казначейства, мдиваны, мордалы (хранители царской печати), мдиванбеги (члены суда), эшикагас-баши (блюстители порядка при царском дворе) и подчинённые им лица, бокаултухуцесы — представители полицейской власти, и др.
Чиновниками, которые именовались «саквекнод гамриге», что означает «правители земель», являлись моуравы (моурави) краёв, селений и городов, минбаши (цихиставы), мамасахлисы царских сёл и городов, нацвалы и др.
В феодальном государстве не существовало чёткого разграничения должностных обязанностей. Кроме того, нередки были случаи, когда одно лицо занимало одновременно несколько должностей. Должности переходили по наследству от отца к сыну, в результате чего зачастую ответственные посты в государстве занимали лица, не способные осуществлять возложенные на них обязанности.
Чиновники не получали жалованья из царской казны. В качестве вознаграждения им предоставлялась определённая часть взимаемых с населения налогов, называвшаяся «сарго». Некоторым чиновникам наряду с «сарго» назначалось ежегодное довольствие натурой, то есть право собирать с населения определённую меру пшеницы, вина, мяса и других продуктов.

### Войско мориге
Правящие круги Картлийско-Кахетинского царства, после непосредственного ознакомления с русской армией в период кампании 1769—1771 годов, наглядно убедились в преимуществе регулярной армии перед грузинским феодальным ополчением, плохо обученным и плохо вооружённым. Перед царём и государственным советом встал неотложный вопрос о создании регулярной грузинской армии. Но в небольшом феодальном государстве создание регулярной армии было сопряжено с непреодолимыми трудностями. В царской казне не имелось средств, необходимых для снаряжения и содержания регулярного войска, к тому же вербовка рекрутов среди зависимого крестьянства вызвала бы сильный отпор со стороны тавадов, лишавшихся в этом случае наиболее трудоспособных работников.
В 1773 году «Дарбази» разработало «Положение о войске мориге». Согласно этому «положению» каждый годный к военной службе мужчина обязан был ежегодно в течение одного месяца отбывать воинскую повинность, приобретая за свой счёт оружие и снаряжение. Если крестьянин не в состоянии был приобрести необходимое снаряжение, то ему был обязан помочь его господин. Никто не имел права уклониться от явки на военные сборы. Войско мориге состояло из отдельных отрядов, во главе которых стояли назначенные царём начальники. В первое время в войско мориге входило до пяти тысяч воинов в месяц. Во главе войска мориге стоял сын Ираклия II царевич Леван.
Польза войска мориге стала очевидной в ближайшее время: прекратились разбойничьи набеги, страна обрела сравнительный покой, ожили опустевшие селения, крестьяне покинули крепости, в которых они укрывались от врага, и занялись восстановлением своих разорённых хозяйств. Несмотря на очевидную пользу от войска мориге, тавады видели в нём лишь усиление царской власти, и повели против нового войска непримиримую борьбу. Хотя войско мориге официально и не было отменено, но тавады постепенно ослабили его, а затем вовсе прекратили высылать воинов для несения положенной службы. Окончательно войско мориге утратило своё значение после смерти царевича Левана, являвшегося душой и руководителем этого полезного для страны начинания.

### Изменения в государственном строе Картлийско-Кахетинского царства
Прогрессивная часть феодального общества, во главе с Ираклием II, хорошо сознавала отсталость и слабость существовавшего в Грузии государственного строя и боролась за его реорганизацию. В этом направлении Ираклию II удалось добиться некоторых успехов. Он упразднил крупные эриставства и ханства, назначив вместо эриставов и ханов своих чиновников-моуравов. Ираклий твёрдой рукой пресекал своевольные действия своих тавадов, однако и ему не удалось окончательно ликвидировать систему сатавадо.
В 1770—1780-х годах в государственном устройстве Картлийско-Кахетинского царства были проведены значительные реформы: управление страной было разделено на несколько ведомств: внешних дел, государственных доходов и военных дел.
В этот же период были осуществлены изменения и в области законодательства. В XVII столетии и в первой половине XVIII столетия в Картли было всего два-три мдиванбега, которые должны были разбирать жалобы и прошения всех подданных. В 1780-х годах в Картли и Кахети насчитывалось 13, а порой и более мдиванбегов. Двое из них постоянно находились в Тифлисе, остальные же осуществляли правосудие в Гори, Телави и других крупных городах Картлийско-Кахетинского царства.
Особое внимание Ираклий II уделял реформам, направленным на реорганизацию вооружённых сил. Он учредил в армии чины и звания — капрала, унтер-офицера, сержанта, офицера, капитана артиллерии, майора и полковника; во главе артиллерии стоял фельдцейхмейстер. Вместе с тем, войска Картлийско-Кахетинского царства проходили обучение под руководством военных специалистов, изучавших «русский артикул». Одновременно гражданские власти получили чины и звания, подобные тем, которые были приняты в России: вице-канцлер, канцлер, сенатор, губернатор (вместо моурава) и др. Значительные изменения произошли также в системе оплаты труда чиновников: всех их царское правительство старалось постепенно перевести на жалованье. С начала XVIII столетия большинству чиновников Дарбази, кроме «сарго» и довольствия, было назначено определённое жалованье. В первую очередь на жалованье были переведены все чиновники военного ведомства.
Реформы, проведённые Ираклием II, в значительной степени способствовали централизации власти, но для осуществления широких замыслов царю необходим был сильный союзник, способный обеспечить безопасность Грузии от ирано-турецких нашествий.

## Борьба против феодального сепаратизма и попытки объединения страны
Всю свою долгую жизнь Государь стремился к объединению разрозненных грузинских владений в централизованное государство, свободное от ирано-турецкого господства, и к расширению влияния Грузии в Закавказье. Он заключил Георгиевский трактат 1783 года, установивший протекторат России над Восточной Грузией.
Внутренняя политика Царя Ираклия II направлена была на поднятие производительных сил страны: на борьбу с системой крупных сеньорий (сатавадо), на организацию обороны, одним из мероприятий которой было учреждение в 1773 году постоянного войска — мориге.
Особое внимание Царь Ираклий II обращал на положение грузинской деревни, заселение пустующих районов, на ограничение произвола феодалов нормами закона. При Царе Ираклии II запрещена была продажа крестьян без земли, а семейных с отрывом от семьи. Им учреждались государственные школы и семинарии: в Тифлисе (1756) и Телави (1782).
Обширная программа возрождения Грузии не была выполнена из-за отсутствия материальных средств и внутреннего единства в стране.
Будучи ещё молодым человеком, он сопровождал персидского шаха Надира, при дворе которого воспитывался, в походе его в Индию, а после того Ираклий воцарился в Кахетии (1744).
В 1760 году, после отъезда отца царя и андреевского кавалера Теймураза II в Россию, где он и скончался (1762), Ираклий II, соединил под своим скипетром Царства Карталинское и Кахетинское.

## Изгнание кызылбашей и персов. Поднятие авторитета Грузии в Закавказье
В 1751 году трёхтысячное грузинское войско Царя Ираклия II разгромило 18-тысячное войско Азат-хана у Кирбулахи (близ Эривани) и Азат-хан попросил мира.
В 1752 году влияние Царей Ираклия II и отца его Теймураза II вновь возросло на всём Кавказе. Однако, набеги дагестанцев всё ещё представляли серьёзную опасность для страны.
В 1754 году в битве при Мчадиджвари и в 1755 году в битве у Кварели Царь Ираклий II одержал окончательную победу над вторгшимися в Грузию дагестанцами во главе с Нурсал-бегом.
В 1758 году Цари Теймураз II, Ираклий II и Соломон I заключили между собою союз, по которому должны были оказывать помощь друг другу в случае нападения врага. Когда в 1759 году дагестанцы вновь вторглись в Кахети, Царю Ираклию II помогал в борьбе и Соломон I.
Через три года в 1762 году скончался Царь Теймураз II. По воле Церкви и народа Царём объединённого Картли-Кахетского Царства избран был 42-летний Ираклий II.

## Заговор против Ираклия II (1765)
Царь Ираклий II проводил довольно жёсткую внутреннюю политику и не терпел самоуправства феодалов, что вызвало сопротивление и попытку переворота. Часть картлийских князей стала готовить против царя заговор. Целью заговора было посадить на престол своего избранника — незаконного сына Вахтанга VI — царевича Паату. Заговор был раскрыт внезапно в 1765 году, а все его участники схвачены и преданы суду.

## Проекты изменения государственного устройства

### Проект государственных реформ
Ираклий II собирался осуществить с помощью России важные государственные реформы. С этой целью, послу Ираклия II в России было поручено испросить у русского правительства разрешения на право пользоваться в Грузии русским законодательством.
В то же время наиболее прогрессивные представители феодального общества в Грузии занимались составлением законопроектов коренных преобразований государственного устройства страны. Наибольший интерес представляет передовой для своего времени проект, разработанный царевичем Иоанном Багратиони.
Важнейшим условием осуществления своего плана И. Багратиони считал объединение всей Грузии под властью сильного централизованного правительства. Следующим важным условием развития государства он признавал максимальное расширение торговых связей и развитие отечественной торговли. Иоанн считал, что государство, заботясь о развитии ремёсел, должно в то же время уделять большое внимание горнорудной и другим отраслям промышленности, для расширения которых в Грузии имелось достаточно сырья. Для развития торговли, ремесленного производства и промышленности Грузии нужны были образованные люди, для подготовки которых в городах должны были быть открыты соответствующие школы, в которых обучались бы не только дети тавадов и азнауров, но также дети горожан и крестьян. Школы и учителя должны были содержаться за счёт государства.
Иоанн Багратиони считал необходимым упразднение не только эриставств, но и сатавадо, с тем, чтобы земли сатавадо были распределены между членами семьи тавадов, поскольку Иоанн являлся сторонником развития крупных хозяйств.
По замыслам автора проекта, существенным изменениям должен был подвергнуться государственный аппарат страны: все должностные лица, вместе с ними и царь и царица, должны были получать определённое жалованье. И. Багратиони особо подчёркивал, что в государственный совет нужно тщательно подбирать людей, исходя в первую очередь из их личных качеств, а также включить в совет представителей от зажиточной верхушки городского населения.

### Проект создания единого Грузино-Армянского государства
Во второй половине XVIII века армянские буржуазные политические деятели готовились осуществить намеченный ими план освобождения Армении и восстановления (полного или частичного) государственности своей родины.
С целью заручиться поддержкой России, известный армянский политический деятель Иосиф Эмин предпринял поездку в Петербург, а в 1763 году с той же целью он прибыл в Тифлис. Ираклий II с почётом принял Эмина и, ознакомившись с его планами, высказался за необходимость объединения братских армянского и грузинского народов. Эмин высказал желание, чтобы Ираклий II, не медля, принял меры по освобождению армянского народа от иноземных захватчиков. Желание Эмина вполне совпадало с намерениями царя Картли и Кахети, но Ираклий II предварительно взвесил все обстоятельства и лишь спустя год согласился на предложения Эмина. Однако, в самой Армении нашлись сильные противники плана объединения Грузии и Армении; во главе их стоял армянский католикос Симеон.

«Эмин-ага! — обратился Ираклий к своему союзнику, — что я могу поделать? Ваш собственный католикос, со всеми епископами и монахами, против Вас; добрая часть моих подданных армян, которые смотрят на них как на пророков и апостолов, если я буду действовать вместе с Вами, не обращая внимания на то, что она думает, будет считать меня христианином не больше, чем султана».
Ираклий II вынужден был ждать более подходящего момента, ограничиваясь одними лишь обещаниями.
В индийском городе Мадрасе группа армянских патриотов, во главе с Шахамиром Шахамиряном, готовилась начать борьбу за освобождение Армении. В планах Шахамиряна и его соратников политическому союзу с Ираклием II придавалось особо важное значение. После заключения дружественного договора между Россией и Грузией, планы группы Шахамиряна, казалось, получили реальную основу и, по её мнению, были близки к осуществлению. Поэтому заключение трактата 1783 года между Грузией и Россией было встречено с горячим одобрением как в Мадрасе, так и в других городах, где нашли себе приют беженцы из Грузии и Армении. В связи с подписанием трактата, Шахамирян прислал Картлийско-Кахетинскому царю вместе с богатыми дарами собственный проект грузино-армянского государственного герба. Этот герб выражал политическую программу Шахамиряна, стремившегося к созданию, под протекторатом России, объединённого грузино-армянского государства во главе с Ираклием II.
Планам армянских политических деятелей, как и чаяниям Ираклия II, не суждено было осуществиться в то время. Приезд Шахамиряна в Грузию задержался в связи с новым нашествием на Тифлис кызылбашей и иранцев (1795). Вскоре Шахамирян скончался.

## Сближение Картли-Кахетинского царства с Россией
В 1768 году началась Русско-турецкая война. Императрица Екатерина II Алексеевна прислала в Грузию русский отряд под командованием генерала Тотлебена. В 1769 году Ираклий II встретил Тотлебена и препроводил его в Имерети. Когда генерал вернулся в Картли, царь предложил ему план похода на Ахалцих. Объединённое войско русских и грузин двинулось к Ахалциху, но у Аспиндзской крепости Тотлебен неожиданно повернул обратно, и вернулся в Картли, оставив Ираклия без поддержки.
Государь Ираклий II в Аспиндзском сражении 20 апреля (1 мая) 1770 года наголову разбил объединённое войско турок и дагестанцев, но вынужден был вернуться в Картли из-за предательских действий генерала Тотлебена, который за спиной Царя заключил союз с его противниками и начал с силой занимать города и крепости Картли.
В 1774 году царём было организовано новое войско. Каждый годный к военной службе мужчина в Картли-Кахетинском Царстве, невзирая на то, был ли он царевичем, князем, азнауром, ремесленником или кем угодно, обязан был отбывать воинскую повинность за свой счёт в течение одного месяца в году. Эта мера дала возможность Государю иметь в постоянной боевой готовности пять тысяч воинов. Войско особенно хорошо проявило себя в борьбе против дагестанских разбойничьих набегов.
В 1776 году царь Ираклий II заключил мир с Турцией.

## Георгиевский трактат 1783 года

### Внешняя политика Ираклия II в 1780-х годах
В 1780-х годах наиболее сильным противником Грузии в Восточном Закавказье являлся владетель Ширвана Фатали-хан. Он подбил на совместное выступление против Картлийско-Кахетинского царя эриванского и ганджинского ханов. В свою очередь, Ираклий II вступил в союз с ханом Карабаха Ибрагимом. Ираклий II и его союзник в 1779 году дважды разгромили Фатали-хана и усмирили восставшего ганджинского хана. В том же году Ираклий с большой армией двинулся на Эривань. Перепуганный эриванский хан поспешил изъявить покорность. Возникшие в Картли внутриполитические осложнения вынудили Ираклия II удовлетвориться готовностью Эриванского хана платить царю дань и поспешно возвратиться в Тифлис.
В 1779 году грузинский царевич Александр, сын Бакара, воспользовавшись походом Ираклия II на Эривань, призвал картлийских тавадов к восстанию. Но энергичные меры, принятые возвратившимся неожиданно из Эривани царём, расстроили планы реакционных тавадов.
Царевич Александр перебрался из Имерети к Фатали-хану, с помощью которого ему удалось собрать значительные вооружённые силы для похода против Картлийско-Кахетинского царства.
В XVIII веке государственные границы России почти вплотную подступили к Главному Кавказскому хребту. Для дальнейшего проникновения в Закавказье России необходимо было иметь там поддержку местных наций. В этих условиях дипломатические круги России положительно оценили значение прочного союза с Грузией.
В 1780-х годах правящие круги Картлийско-Кахетинского царства сделали ещё одну попытку завязать сношения с государствами Западной Европы и добиться от них действенной помощи в борьбе за независимость. Обращение к главам европейских держав не принесло желанных результатов. Между тем, русские дипломаты развили в Грузии энергичную деятельность. Русские послы, а также путешествовавшие по Грузии высокопоставленные русские чиновники советовали Ираклию II просить покровительства у русской императрицы, так как только с помощью могущественного единоверного союзника, указывали они, грузинский народ мог отразить нашествия ирано-турецких захватчиков и обрести долгожданный мир.
В новой обстановке важное значение имел правильный внешнеполитический курс. Пришло время, когда Россия стала обладать достаточными силами, чтобы изгнать турок и кызылбашей из Закавказья. Передовые круги феодального общества Картли и Кахети были твёрдо уверены в том, что интересы России и Грузии в Закавказье совпадают, и, следовательно, Грузия может надеяться на действенную помощь и покровительство со стороны России. В случае успешных действий русских и грузинских войск Грузия рассчитывала навсегда избавиться от иранско-турецкого ига.
21 декабря 1782 (1 января 1783) года Ираклий II, следуя советам русских дипломатов, обратился к русскому правительству с просьбой принять Грузию под покровительство России.

### Трактат 1783 года
В 1782 году Ираклий II официально обратился к России с просьбой о принятии Картли-Кахети под своё покровительство.
Проект договора одобрен был обеими сторонами и 24 июля (4 августа) 1783 года в русской военной крепости Георгиевске на Северном Кавказе был подписан Георгиевский договор (трактат) между Россией и Грузией. Трактат подписали: с российской стороны — генерал-поручик, граф Павел Сергеевич Потёмкин и с грузинской стороны — Иоанэ Мухранбатони и Герсеван Чавчавадзе.
24 января (4 февраля) 1784 года ратификационную грамоту Трактата подписал царь Ираклий II, и документ вступил в силу. В трактате были перечислены права и обязательства обеих сторон.
Царь Картли и Кахети отвергал суверенные права Ирана или какого-либо иного государства на свою страну, признавая отныне над собой лишь верховную власть и покровительство России.
С момента подписания договора, правительство Картлийско-Кахетинского царства осуществляло свою внешнюю политику, согласуясь с представителями русского правительства.
Все вооружённые силы Картлийско-Кахетинского царства в случае начала военных действий обязаны были выступить на стороне России.
Со своей стороны, русская императрица принимала Грузию под своё покровительство и брала на себя обязательство оборонять Картлийско-Кахетинское царство от внешних врагов.
Русское правительство гарантировало Ираклию II, полное невмешательство во внутренние дела его царства.
Трактат был снабжён «Сепаратными артикулами», согласно которым Ираклий обязывался пребывать в дружбе и согласии с царём Имерети. В случае возникновения разногласий между двумя этими царствами, русский император признавался третейским судьёй, мнение которого являлось бы решающим при разрешении спорных вопросов.
Для усиления обороны страны русское правительство обязалось постоянно держать в Грузии два батальона пехоты, а в случае начала военных действий — направить в помощь грузинским войскам дополнительные вооружённые силы.
Русское правительство обещало также всеми мерами способствовать тому, чтобы Грузии были возвращены отторгнутые ранее исконные грузинские земли.
В соответствии с трактатом, два батальона русских войск вступили в Тифлис 3 (14) ноября 1783 года, а 23 января (3 февраля) 1784 года Ираклий II принёс присягу на верность русской императрице.
Однако, первым же серьёзным великим испытанием, которое выпало на долю Грузинского царства после Георгиевского трактата, было нашествие Омар-хана. Россия не оказала Грузии реальной помощи в борьбе с захватчиком.
В 1786 году Ираклий II отправил посла в Египет, где власть в это время находилась в руках грузинских мамлюков Бегеби. Мамлюки радушно приняли посла, но оказать реальную помощь Картли-Кахети не смогли. В 1786 году Ираклий заключил мирный договор с Ахалцихским пашой.
В декабре 1786 года в Сагареджо состоялось совещание, на котором рассматривался вопрос пересмотра внешнеполитической ориентации. Но изменить ориентацию в такой напряжённой обстановке означало осложнить отношения с Россией, к тому же ни Иран, ни Турция уже не доверяли Ираклию II и опасались возмездия России.
В 1790 году был заключён «Трактат Царей и Князей иверийских», который подписали Ираклий II, Соломон II, Георгий Дадиани и Симон Гуриели.

## От трактата до упразднения Картли-Кахетинского царства

### Внутренние и внешние отношения после трактата
С заключением трактата грузины связывали осуществление важных планов, направленных на укрепление внутреннего и внешнего положения страны, на всестороннее развитие сельского хозяйства и промышленности Грузии. Тем более, что подобный же трактат русское правительство намеревалось заключить и с имеретинским царём Соломоном.
Союз Ираклия с Россией и вступление русских войск в Грузию встревожили закавказских ханов. Подстрекаемые Турцией мусульманские ханы вскоре заняли по отношению к России и её союзнице Грузии враждебную позицию. Перед угрозой войны с Турцией Россия вынуждена была временно отказаться от заключения союзного договора с имеретинским царём. Турецкие агенты призывали мусульман к «священной войне» против «неверных». Против Картли и Кахети вновь поднялись дагестанские феодалы, вдохновителем и организатором которых являлся ахалцихский паша. Закавказские и азербайджанские ханы упрекали Ираклия в том, что он призвал в Закавказье русские войска. В адрес картлийско-кахетинского царя посыпались предупреждения и угрозы. Опустошительные набеги дагестанских феодалов продолжались. Вновь опустели многие города и сёла Грузии. Тщетно пыталась Россия энергичными дипломатическими выступлениями вынудить Турцию и её союзников прекратить враждебные действия против Картлийско-Кахетинского царства.
В 1785 году правитель Аварии Омар-хан с 20-тысячным войском подступил к границам Кахетии. Он форсированным маршем пересёк Караязскую степь, взял в Борчало крепость Агджа-кала, разорил ахтальские рудники и медеплавильные заводы; затем Омар-хан совершил налёт на Саабашидзео (Верхняя Имерети), захватил и разорил там Ваханскую крепость и с богатой добычей и пленными двинулся в обратный путь. Ираклий II оказался вынужденным заключить с Омар-ханом мир и обещать выплачивать ему ежегодно 5000 рублей.
Картли и Кахети переживали исключительные трудности. Источники доходов иссякли, население не в силах было платить налоги. Ахтальские рудники, после нашествия Омар-хана, в течение двух лет бездействовали. Турецкие дипломаты уговаривали Ираклия II восстановить «дружественный» союз с султаном и порвать отношения с Россией. Турция тщетно пыталась внушить Ираклию II и его соратникам, что именно после перехода Грузии на сторону России для неё наступили тяжёлые дни.
Часть грузинских феодалов, во главе с Ираклием II, оставалась верна союзу с Россией. Ираклия II поддерживали также крупные армянские купцы, заинтересованные в укреплении экономических связей с Россией.
В свою очередь, подняла голову и оппозиция, в основном состоявшая из заговорщиков, некогда собиравшихся в доме Маркозашвили. Эта группа считала, что союз с Россией усиливает власть грузинского царя и, следовательно, ущемляет их тавадские интересы.
В августе 1787 года между Россией и Турцией началась новая война. Русское правительство вынуждено было отозвать из Картли свои войска. Обрадованные этим мусульманские ханы временно восстановили с Ираклием добрососедские отношения; менее враждебно стала относиться к Грузии и Турция.
В течение двух последних десятилетий XVIII века и Картлийско-Кахетинском царстве, не прекращаясь, шла борьба между прогрессивными и реакционными слоями грузинского общества. Поскольку Россия всё ещё не могла оказать действенную помощь своей союзнице, внешние враги Грузии, осмелев, уже не скрывали новых своих враждебных намерений. Грузия оказалась изолированной и почти полностью окружённой противниками. Не дремали и враги Ираклия внутри его государства, они умело использовали внешнеполитические осложнения, чтобы подорвать власть царя. Кроме сына от первой жены — наследника престола царевича Георгия, у Ираклия II имелось несколько детей от второй жены — здравствовавшей царицы Дареджаны. Все они, получив во владение поместья, выделенные им Ираклием II, чувствовали в них себя независимыми царьками. Некоторые из них примкнули к партии реакционных тавадов.

### Союз между Восточной и Западной Грузией во главе с Ираклием II
В то же время в Грузии происходили события, знаменовавшие собой значительный рост передовых патриотических сил страны. Одним из таких событий явилась попытка к объединению Грузии.
В 1784 году умер имеретинский царь Соломон I. На имеретинский престол одновременно претендовали племянник царя, Давид Арчилович, и двоюродный брат царя, Давид Георгиевич. Между претендентами началась длительная борьба, грозившая перерасти в кровавую междоусобную войну. Тогда группа имеретинских тавадов поставила вопрос об объединении Имерети с Картлийско-Кахетинским царством. Представители этой группы тавадов прибыли для переговоров к Ираклию II. Царь созвал дарбази. Три дня длилось совещание. В конце концов, предложение имеретинских тавадов было отклонено. Основной причиной, побудившей дарбази вынести отрицательное решение, являлось нежелание правящих кругов Картлийско-Кахетинского царства осложнять отношения между Турцией и Россией: поскольку Картлийско-Кахетинское царство находилось под протекторатом России, а Турция считала Имерети в сфере своего влияния, то объединение Имеретинского царства с Восточногрузинским могло послужить предлогом к началу военных действий со стороны Турции.
Стараясь укрепить союз между Картлийско-Кахетинским царством и Имерети, Ираклий II содействовал вступлению на имеретинский престол своего внука и воспитанника, Давида Арчиловича, являвшегося последователем и проводником политики своего деда. По восшествии на престол, Давид Арчилович принял имя Соломона (Соломон II, 1789—1810). Несмотря на вынужденный отказ от объединения грузинских царств, воцарение на имеретинском престоле Соломона II явилось крупной победой прогрессивных сил Грузии. Благодаря стараниям наиболее передовых и дальновидных политических деятелей Грузии во главе с советником Ираклия — Соломоном Лионидзе, между Ираклием, Соломоном II, Григолом Дадиани и Симоном Гуриели был заключён военно-политический союз. Это был, как записано в самом документе, договор, утверждённый «царями и мтаварами Иверии». Главою заключённого военного союза являлся Ираклий II. В 1793 году участники договора обратились к Екатерине II с совместной просьбой принять их под покровительство России.

## Крцанисское сражение
Последним испытанием для Ираклия II стало нашествие в 1795 году Ага-Магомет-хана Каджара на Тифлис. К тому времени многолетняя междоусобная воина в Иране завершилась победой Ага-Магомет-хана Каджара. Новый повелитель Ирана Ага-Магомет потребовал от Ираклия разрыва союза с Россией и подчинения Картлийско-Кахетинского царства Ирану.
В 1793 году Ираклию II стало известно о решении Ага-Магомет-хана выступить против Грузии.
Ираклий II обратился к России с просьбой — в соответствии с трактатом выслать ему войска и артиллерию. Но русское правительство не торопилось выполнять взятые на себя обязательства, ссылаясь на нарушение условий Георгиевского договора (ведение Ираклием самостоятельной внешней политики, заключение договора с Турцией — врагом России).
В начале сентября 1795 года Ага-Магомет-хан уже находился на подступах к Тифлису. У грузин не осталось времени подготовиться к обороне города, Ираклию II не удалось своевременно стянуть к столице необходимое количество войск. Большинство царевичей предпочло отсиживаться в своих уделах, остальные явились в Тифлис лишь с небольшими отрядами. В результате царь вместо 40 тыс. воинов собрал под свои знамёна всего лишь 5-тысячный отряд, включая и вспомогательные войска имеретин во главе с царём Соломоном II.
Ага-Магомет-хан выделил для похода на Грузию 35-тысячное войско. 10 сентября неприятель подошёл к Тифлису. Несмотря на малочисленность своего отряда, Ираклий решил принять бой. 10 (21) сентября в битве у Соганлуга грузины отбросили авангард иранской армии, нанеся ему тяжёлый урон. Иранцы заколебались, Ага-Магомет-хан стал уже сомневаться в успехе своего предприятия, и собирался вернуться назад, но предатели тайно отправили из Тифлиса в неприятельский лагерь гонца, который сообщил Ага-Магомет-хану о малочисленности защитников города.
Ободрённые этим известием, персы 11 сентября возобновили наступление. Решающее сражение произошло на склонах таборского хребта к югу от Тифлиса. Здесь 11 (22) сентября 5 тыс. грузин сразилось в смертельном бою с 35-тысячным персидским войском. Численное превосходство иранцев решило исход битвы — грузины потерпели поражение. Сам Ираклий II в разгаре сражения был окружён противником; Ираклия II выручил его внук царевич Иоанн, который с небольшим отрядом прорвался сквозь вражеские ряды и увёз царя с поля боя. Ираклий удалился в замок Ананури. Войска Ага-Магомет-хана ворвались в Тифлис. Хан страшно разорил Тифлис, осквернил православные храмы, пленил и увёл в рабство тысячи православных грузин. Кызылбаши подожгли город, грабили, убивали и насиловали беззащитное население. Шах, заняв царский дворец, сначала ограбил его, а затем разрушил. По приказу Ага-Магомет-хана были превращены в развалины пушечный завод, арсенал, монетный двор. А тем временем карательные отряды шаха рыскали по всей стране. Один из таких отрядов был направлен в Ахталу. Иранцы разграбили и разрушили восстановленные Ираклием II после нашествия Омар-хана сереброплавильный и медеплавильный заводы и угнали в плен большинство рабочих. Иранские карательные отряды ворвались и в Шида-Картли (Внутренняя Картли), однако здесь им не удалось учинить расправу, всё население успело укрыться в надёжных убежищах. При переходе через Арагви часть иранского отряда столкнулась с хевсурской дружиной численностью в 500 воинов; хевсуры полностью истребили неприятеля. Укрепившись в Ананури, Ираклий II, стараясь выгадать время, начал переговоры с Ага-Магомет-ханом. Об этом он уведомил русское командование, прося у него неотложной помощи.
В конце сентября, не дождавшись окончания переговоров, шах поспешно покинул пределы Грузии.
Поражение, которое нанёс Грузии Ага-Магомет-хан, вызвало торжество не только в соседних с Грузией ханствах; свирепые действия иранского шаха и кызылбашей были с одобрением встречены как мусульманской Турцией, так и якобинской Францией, расценившими разгром Тифлиса, как поражение их соперницы — России. Поражение в войне с иранцами стало тяжёлым ударом для Ираклия II. После ухода Ага-Магомет-хана он переехал в Телави и, движимый чувством вины и покаяния, уже никогда не возвращался в Тифлис.

## Смерть
11 (22) января 1798 года Царь Ираклий II скончался на 78-м году жизни. Похоронен в Мцхета, в кафедральном соборе Светицховели.
После смерти Ираклия II трон достался его сыну, Георгию XII, который стал последним грузинским царём. Не имея сил для борьбы с агрессией Ирана и притязаниями братьев на престол, Георгий XII попросил Павла I о принятии Грузии в подданство России. 22 декабря 1800 года Павел I подписал манифест о присоединении Грузии к России, обнародованный уже после смерти Георгия XII.

## Семья Ираклия II
Ираклий II был женат трижды:
1. в 1738 году он женился на Кетеван из знатного аристократического рода Орбелиани, (ум. 1750), но вскоре развелись (1744).
2. в 1745 году Ираклий II вступил в брак с Анной Абашидзе (1730—1749).
3. в 1749 году царь женился на Дареджан Дадиани (20 июля 1738 — 8 ноября 1807 года).

Ираклий II был отцом шестнадцати сыновей и двенадцати дочерей.
Сыновья:
- Вахтанг (1738—1756);
- Георгий XII (1746—1800);
- Леван (1756—1781);
- Иван (ум. молодым);
- Юлон (1760—1816);
- Вахтанг (1761—1814);
- Бери
- Теймураз (1763—1827), католикос Антоний II (1788—1811);
- Соломон (ум. 1765);
- Мириан (1767—1834);
- Сослан-Давид (ум. 1767);
- Александр (1770—1844);
- Арчил (ум. 1771);
- Луарсаб (род. 1772, умер молодым);
- Фарнаваз (1777—1852);
- неизвестный по имени (род. 1782, умер молодым).

Дочери:
- Русудан (родилась после 1744, умерла молодой);
- Тамара (1747—1786);
- неизвестная по имени;
- Мариам (1750—1829);
- Елена (1753—1786);
- София (1756, умерла молодой);
- Саломе (1761, умерла молодой);
- Анастасия (1763—1838);
- Кетеван (1764—1840);
- Хорешан (умерла молодой);
- Текла (1775—1846);
- Екатерина (1776—1818).

Потомство царя Ираклия II полностью угасло по мужской линии 1 марта 2025 года в связи со смертью последнего представителя царской ветви кахетинских Багратионов, Его Царского Высочества Нугзара Петровича Багратион-Грузинского, которому наследовала его дочь, Анна, согласно грузинскому закону Зедзисеоба, позволяющему женщине из царской ветви династии наследовать прежде мужских представителей других отраслей (к примеру, Багратиони-Давитишвили), исходящих от последнего царя Грузии, Георгия VIII.

## Память
- Именем Ираклия II названа улица в Тбилиси.
- 1983 — «Клятвенная запись» (СССР); в роли царя — Тенгиз Арчвадзе.